# Dänische Badmintonmeisterschaft 1932
Die Dänische Badmintonmeisterschaft 1932 fand in Kopenhagen statt. Es war die zweite Austragung der nationalen Titelkämpfe im Badminton in Dänemark.

## Titelträger
| Disziplin    | Sieger                                            |
| ------------ | ------------------------------------------------- |
| Herreneinzel | Sven Strømann, Skovshoved IF                      |
| Dameneinzel  | Ruth Frederiksen, Skovshoved IF                   |
| Herrendoppel | Sejlidt Raaskou Sven Strømann, Skovshoved IF      |
| Damendoppel  | Gerda Frederiksen Ruth Frederiksen, Skovshoved IF |
| Mixed        | Sejlidt Raaskou Gerda Frederiksen, Skovshoved IF  |